# Servitore della sede della verità

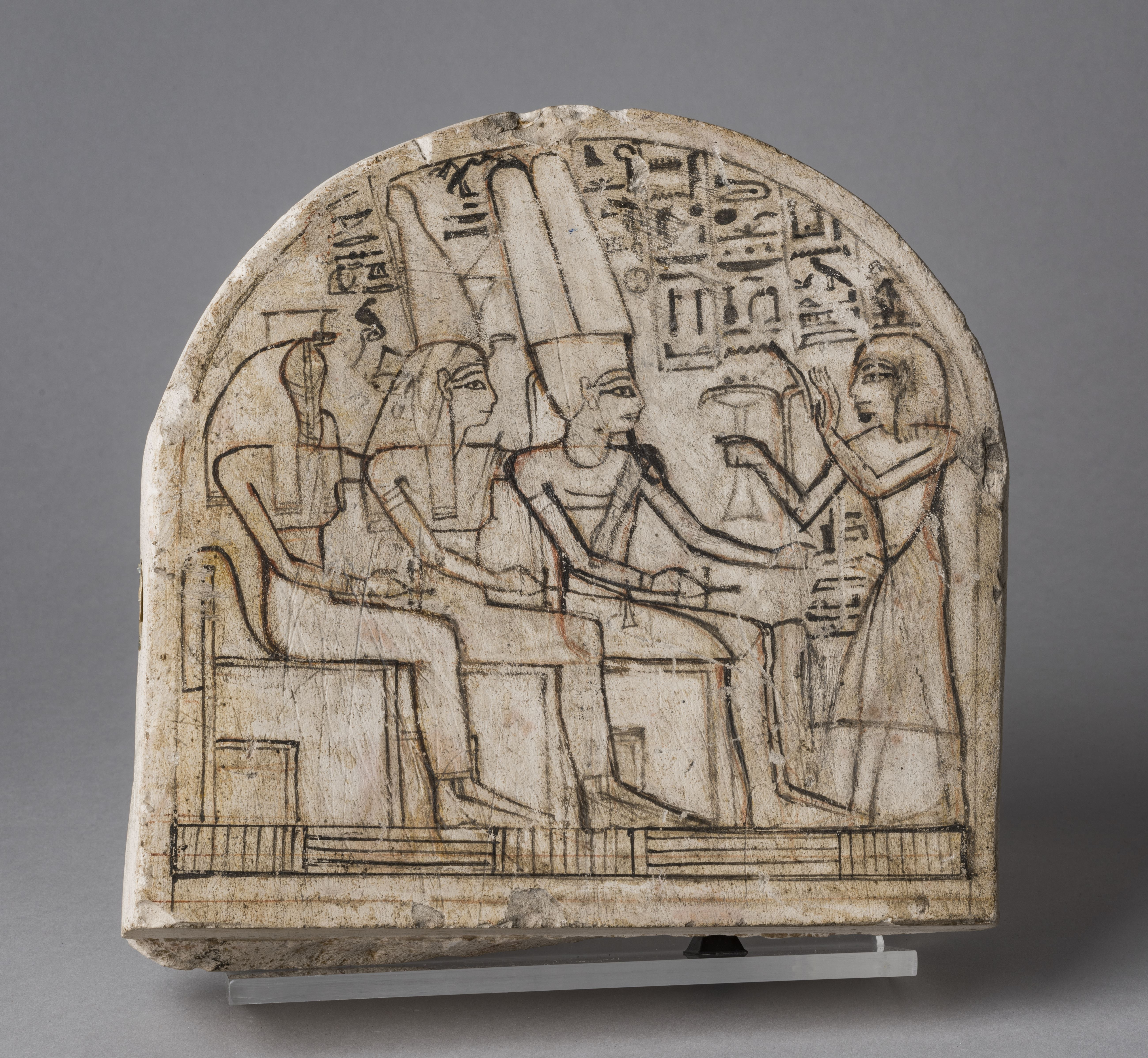
Frammento di stele incompiuta: offerta dal servitore della sede della Verità Mahu alle divinità Amon, Mut e Meretseger. Pietra calcarea con inchiostri rossi e neri. 1292-1190 a.C., Nuovo Regno. Museo Egizio, Torino (Coll. 1580).

Servitore della sede della Verità o nel luogo della Verità (sḏm-ꜥš m st mꜣꜥt) è un antico titolo egiziano usato per riferirsi alle maestranze che lavoravano nella necropoli tebana, sulla riva occidentale del Nilo a Tebe, cioè gli artigiani reali. Set-Maat (st mꜣꜥt, "Sede della Verità") era il nome dell'insediamento operaio poi conosciuto come Deir el-Medina. Diversi artigiani possedevano tombe ben decorate in tale luogo.

## Personaggi illustri e loro tombe

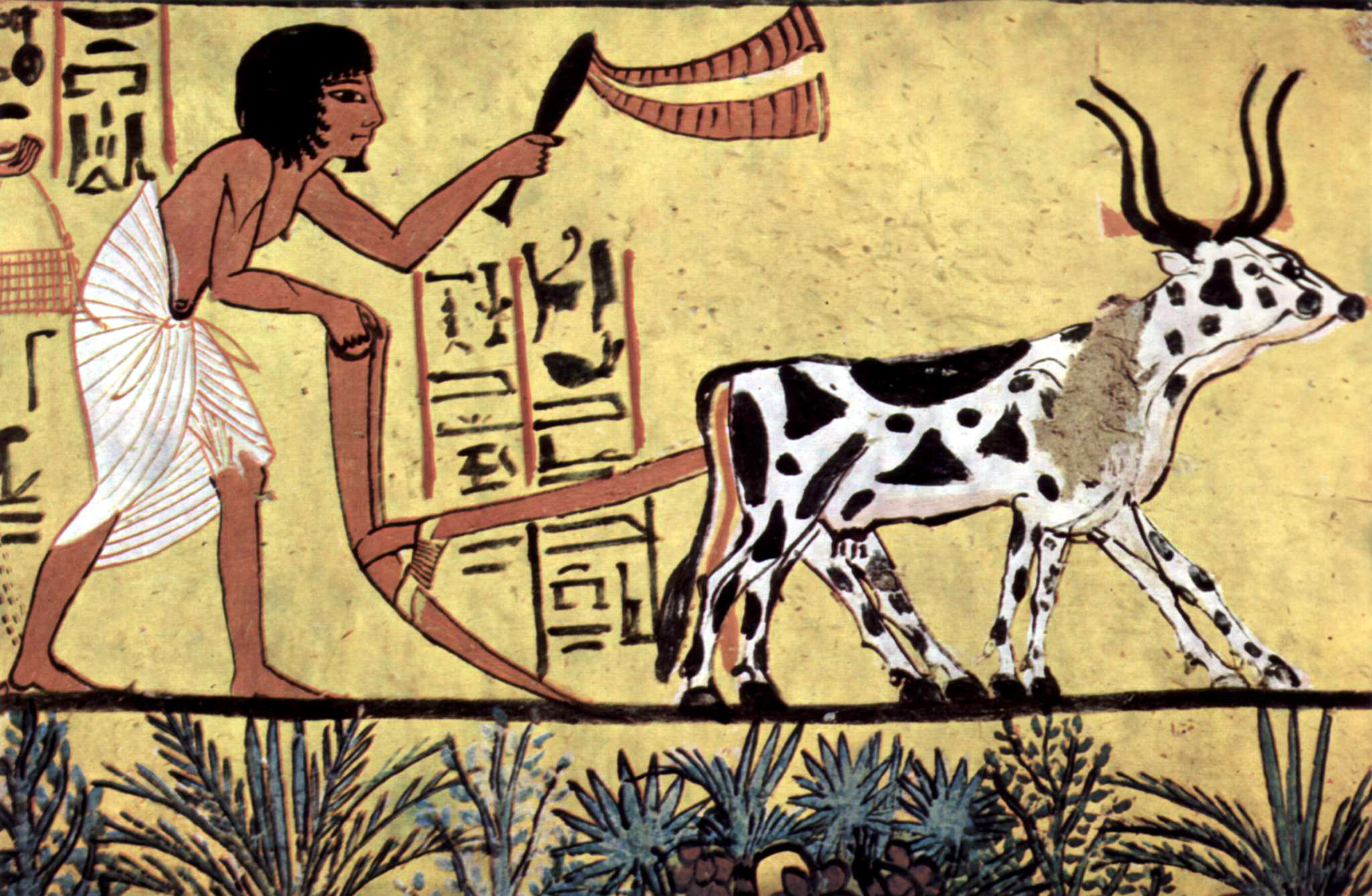
Scena dalla tomba di Sennedjem

- Amenmose – TT9
- Khabekhnet – TT2
- Khawy – TT214
- Neferabet – TT5
- Pashedu - TT3
- Penamun – TT213
- Penbuy e Kasa – TT10
- Qen - TT4
- Sennedjem – TT1
- Sennefer – 1159a